# لژیون تیبای
لژیون تیبای (به انگلیسی: Theban Legion) که با نام شهدای آگائونوم (به انگلیسی: Theban Martyrs of Agaunum) نیز نامیده می‌شود، چهره‌ای شناخته شده در قدیس‌نگاری مسیحی است. این یک لژیون کامل رومی -«شش هزار و ششصد و شصت و شش مرد» - بود که به مسیحیت گرویدند و به همین دلیل در ۲۸۶ میلادی همگی کشته شدند. فرماندهی این لژیون برعهدهٔ سنت موریس از قدیسان نامدار مسیحی بوده‌است.

## ریشه‌شناسی واژه
این لژیون در پادگان شهر تیبای در مصر (یونانی باستان: Θῆβαι, Thēbai) مستقر بود و به همین دلیل به این نام خوانده شد.

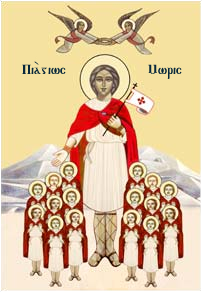
شمایل قبطی از لژیون تیبای